# Szwajcaria na Letnich Igrzyskach Olimpijskich 1964
Szwajcarię na Letnich Igrzyskach Olimpijskich 1964 reprezentowało 66  zawodników, 65 mężczyzn i 1 kobieta. Reprezentacja zdobyła cztery medali: jeden złoty, dwa srebre i jeden brązowy, co dało jej 22. miejsce w klasyfikacji.

## Medale
| Medal  | Zawodnik                                              | Dyscyplina  | Konkurencja              |
| ------ | ----------------------------------------------------- | ----------- | ------------------------ |
| Złoto  | Henri Chammartin                                      | Jeździectwo | Ujeżdżenie indywidualnie |
| Srebro | Henri Chammartin, Gustav Fischer, Marianne Gossweiler | Jeździectwo | Ujeżdżenie drużynowo     |
| Srebro | Eric Hänni                                            | Judo        | do 68 kg                 |
| Brąz   | Gottfried Kottmann                                    | Wioślarstwo | Skiff                    |